# Équipe du Qatar masculine de volley-ball
L’équipe du Qatar de volley-ball est composée des meilleurs joueurs qatariens sélectionnés par la Fédération qatarienne de volley-ball (Qatar Volleyball Association, QVA). Elle est actuellement classée au 49e rang mondial par la Fédération Internationale de Volleyball au 7 octobre 2013.

## Sélectionneurs
- 2014-2015 :  Juan Manuel Cichello

## Sélection actuelle
Sélection pour les qualifications aux Championnats du monde 2010.

Entraîneur : Igor Arbutina  ; entraîneur-adjoint : Dragan Popović 

## Palmarès et parcours

### Palmarès
Néant.

### Parcours

#### Championnat d’Asie et d’Océanie
| - 1975 : Non qualifié - 1979 : Non qualifié - 1983 : Non qualifié - 1987 : Non qualifié - 1989 : 16e - 1991 : Non qualifié - 1993 : 12e - 1995 : 10e - 1997 : 8e - 1999 : 13e | - 2001 : 10e - 2003 : 11e - 2005 : 7e - 2007 : 11e - 2009 : 14e - 2011 : 12e - 2013 : 11e - 2015 : 4e |

#### Jeux asiatiques
| - 1958 : ? - 1962 : ? - 1966 : ? - 1970 : ? - 1974 : ? - 1978 : ? - 1982 : ? - 1986 : ? - 1990 : ? - 1994 : ? | - 1998 : 10e - 2002 : 8e - 2006 : 4e - 2010 : 8e |